# Jarosław Pempera
Jarosław Eugeniusz Pempera (ur. 19 września 1970, zm. 30 czerwca 2023) – polski specjalista w zakresie automatyki i robotyki, dr hab. inż.

## Życiorys
W 1994 r. ukończył studia magisterskie na Wydziale  Elektroniki Politechniki Wrocławskiej na kierunku Elektronika i  Telekomunikacja w specjalności  Elektroniczne i Komputerowe Systemy Automatyki. W latach 1996–2001 był asystentem w Zakładzie Systemów Dyskretnych Instytutu Cybernetyki Technicznej na wydziale Elektroniki Politechniki Wrocławskiej. W 2001 r. obronił pracę doktorską pt. Algorytmy szeregowania zadań w pewnym dyskretnym procesie produkcyjnym, której promotorem był prof. Józef Grabowski. Został zatrudniony na stanowisku adiunkta w Instytucie Informatyki, Automatyki i Robotyki na Wydziale Elektroniki Politechniki Wrocławskiej. W 2020 r. habilitował się na podstawie pracy zatytułowanej Opracowanie efektywnych algorytmów harmonogramowania zadań w systemach produkcyjnych, w których występują dodatkowe ograniczenia. 
Był profesorem uczelni w Katedrze Automatyki, Mechatroniki i Systemów Sterowania na Wydziale Informatyki i Telekomunikacji Politechniki Wrocławskiej, oraz członkiem Rady Dyscypliny Naukowej - Automatyki, Elektroniki i Elektrotechniki Politechniki Wrocławskiej.